# Psammotettix maculatus
Psammotettix maculatus är en insektsart som beskrevs av Kuoh 1985. Psammotettix maculatus ingår i släktet Psammotettix och familjen dvärgstritar. Inga underarter finns listade i Catalogue of Life.